# 不二家歌謡ベストテン
不二家歌謡ベストテン（ふじやかようベストテン）は、1966年12月4日から1987年9月にかけてニッポン放送で、日曜日の朝に放送されたラジオ番組である。冠スポンサーは不二家だった。

## 概要
放送は、時報のあと不二家のCMが1本流れ、その直後、パーソナリティが「不二家　歌謡ベストテン!!」と叫んでオープニングテーマへと続いていた。
挨拶は「おはようございます。楽しい日曜日の朝いかがお過ごしでしょうか（年始の放送は「皆さん明けましておめでとうございます。楽しいお正月いかがお過ごしでしょうか」）。新しいヒット曲で綴る不二家歌謡ベストテン。ご案内の○○です」といったあと、下記の集計方法を説明し「あなたの葉書が曲を選び順位を決めます。どうぞどしどしリクエストをお寄せください!!」といっていた。番組内では「この番組は不二家の提供でお送り致します」などの提供アナウンスの読み上げは一切無かった。
チャートの集計方法は、
- リスナーからのハガキや封書でのリクエスト
- レコード売上
- 有線放送やジュークボックスでの人気

を加味したものだった。
リクエストには通常の官製はがき、私製はがきのほか、バーコードがまだ広まっていない時代であったので、キットカット（当時は不二家が発売元だった）やLOOKチョコレートの空箱にリクエスト曲を記入して、さらにそれを封書に同封する方法（歌手のサイン入り色紙がもらえるなど、官製はがきでの応募より懸賞の商品がやや豪華だった）もあった。さらに実際にリクエストして運がよかったリスナーには、官製はがき、通常の私製はがきで応募した場合、賞金1万円と不二家製品が、封書で応募した場合は番組特製のトレーナーが贈られた。トレーナーは青色で右胸の部分に小さく「不二家歌謡ベストテン」と書かれていた。
最初の週の第1位は、荒木一郎の「今夜は踊ろう」、番組開始後10年間の通算1位は、千昌夫の「星影のワルツ」、最長1位保持曲は、子門真人の「およげ!たいやきくん」だった。
また、毎週リスナーに翌週の第1位から第3位までの曲にはどんな曲がランクインされるのかをズバリ当ててもらおうという「ベスト3予想クイズ」（当初の呼び名は「順位ファン予想投票」）のコーナーもあり、予想がズバリ当たれば正解者の中から抽選で毎週5名が、その週の第1位から第3位に実際にランクインされた曲のシングル盤レコードを3枚1組にして獲得することができた。
放送初期は西銀座にあったニッポン放送のサテライトスタジオから放送していたが、その後は有楽町の当時の本社スタジオ（旧糖業会館）から放送されていた。いずれも番組は事前収録だった。
ニッポン放送の日曜午前7時台から11時台の編成見直し・『スーパー電リクサンデーヒットパラダイス』の開始に伴い、1987年9月をもって『リクエスト合戦』とともに終了。1966年12月から続いた番組は20年10ヶ月の放送に幕をおろした。日曜朝の音楽ランキングの番組は『スーパー電リクー』以後は生放送に変わり、現在の『三宅裕司のサンデーヒットパラダイス』に至るまで55年以上にわたり続いている。

## 出演者

### パーソナリティ
- 1966年12月 - 1982年4月 - ロイ・ジェームス
- 当初のテーマ曲は101ストリングス・オーケストラ「メイム」[2]
体調不良を理由に一時休養として降板するも、同年末咽頭癌・肺炎により死去。
代理役：くり万太郎（声の不調で途中降板したロイのピンチヒッターとして一週だけ登場）
- 1982年5月 - 1983年3月 - 今仁哲夫
ここまでは構成はロイ時代のまま。　また、1週だけ代わりに梶みきおが担当したこともあった。
- 1983年4月 - 1985年3月 - はたえ金次郎
この時からテーマソングが「喜びの飛行（Bastian's Happy Flight）」（別名「バスチアンの飛行」、映画「ネバーエンディング・ストーリー」の挿入曲。日本テレビの『新春スポーツスペシャル箱根駅伝』でも使用していた。）に変更になり、リニューアル。上昇曲や初登場曲の前に効果音が入ったり、11〜20位発表に初めてBGMが付いたりした。
- 1985年4月 - 1987年9月 - 古舘伊知郎
ベスト3発表前のコーナー「古舘伊知郎の芸能バスターズ」では、芸能界のちょっとした裏ネタを紹介していた。
（ロイ時代にもベスト3発表前に、「ロイ・ジェームスの歌謡メモ」という同じ趣のコーナーがあった）

- ジャドーズ→高杢禎彦（1987年9月にニッポン放送での本番組が終了した後に開始した「スーパー電リクサンデーヒットパラダイス」のパーソナリティ。大阪・朝日放送ラジオなど一部の局では「サンデー～」の名で放送せず、同年10月以降も「不二家歌謡ベストテン」のままタイトルを差し替えて1989年10月まで放送された。従ってニッポン放送製作番組としての「不二家歌謡ベストテン」の歴代DJには厳密には含まれない。詳細は番組の項を参照）

### アシスタント
- 堂尾弘子

ほか

## 年間チャートについて
例年、新年1回目の放送で、前年の年間ランキング（番組では「年間ヒットベストテン」と紹介）を発表していた。
年間ランキングの集計方法については、年度によって多少の違いがあるものの、毎週のランキングに順位に応じたポイントを付与し、その合計ポイントによって年間ランキングを決定するものであった。
なお、付与されるポイントについては順位が上位であるほど高く設定されており、1980年の年間ランキングを例に取って説明すると、1位は35点、以下2位32点、3位29点…と5位までは3点刻み、6位から10位までは2点刻みで、10位が13点となるようにポイントを付与。11位以下については11位を11点とし、以下1点刻みで20位が2点となるようにポイントを付与。その合計ポイントによって年間ランキングを決定していた。
ちなみにこの年の1位は週間チャートで10週連続1位を記録した、もんた&ブラザーズの『ダンシング・オールナイト』であった。

## ネット局と放送時間
- ニッポン放送　1975年4月まで　8:45 - 9:30

1975年5月より9:00 - 10:00（最後に交通情報が入っていた）
- 朝日放送 9:05 - 9:50
- 東海ラジオ放送　11:00 - 11:45

## 番組開始後10年間の通算ランキング
| #    | 曲名                           | 歌手                             |
| ---- | ------------------------------ | -------------------------------- |
| 1位  | 星影のワルツ                   | 千昌夫                           |
| 2位  | 知床旅情                       | 加藤登紀子                       |
| 3位  | シクラメンのかほり             | 布施明                           |
| 4位  | 恋の季節                       | ピンキーとキラーズ               |
| 5位  | 走れコウタロー                 | ソルティ・シュガー               |
| 6位  | およげ!たいやきくん            | 子門真人                         |
| 7位  | うそ                           | 中条きよし                       |
| 8位  | わたしの城下町                 | 小柳ルミ子                       |
| 9位  | 喝采                           | ちあきなおみ                     |
| 10位 | 木綿のハンカチーフ             | 太田裕美                         |
| 11位 | 池袋の夜                       | 青江三奈                         |
| 12位 | 女のみち                       | ぴんからトリオ                   |
| 13位 | なみだの操                     | 殿さまキングス                   |
| 14位 | 小樽のひとよ                   | 鶴岡雅義と東京ロマンチカ         |
| 15位 | ブルー・ライト・ヨコハマ       | いしだあゆみ                     |
| 16位 | 港のヨーコ・ヨコハマ・ヨコスカ | ダウン・タウン・ブギウギ・バンド |
| 17位 | 学生街の喫茶店                 | ガロ                             |
| 18位 | 花と蝶                         | 森進一                           |
| 19位 | 今日でお別れ                   | 菅原洋一                         |
| 20位 | 瀬戸の花嫁                     | 小柳ルミ子                       |

出典：

## 長期1位獲得曲
13週1位
- およげ!たいやきくん（子門真人）

12週1位
- 知床旅情（加藤登紀子）
- ルビーの指環（寺尾聰）

11週1位
- 恋の季節（ピンキーとキラーズ）
- 関白宣言（さだまさし）

10週1位
- うそ（中条きよし）
- ウォンテッド（指名手配）（ピンク・レディー）
- ダンシング・オールナイト（もんた&ブラザーズ）

9週1位
- ブルー・ライト・ヨコハマ（いしだあゆみ）
- また逢う日まで（尾崎紀世彦）
- 神田川（南こうせつとかぐや姫）
- あなた（小坂明子）
- 魅せられて（ジュディ・オング）

8週1位
- 真赤な太陽（美空ひばり）
- 星影のワルツ（千昌夫）
- 圭子の夢は夜ひらく（藤圭子）
- 喝采（ちあきなおみ）
- 学生街の喫茶店（ガロ）
- シクラメンのかほり（布施明）
- UFO（ピンク・レディー）
- サウスポー（ピンク・レディー）
- モンスター（ピンク・レディー）
- 異邦人（久保田早紀）

## その他
- 不二家が一社提供のため、ライバルの菓子メーカーのCMソングはほとんどランクインされなかったと言われる。しかし江崎グリコのCMに起用された松崎しげるの「愛のメモリー」のようにランクインし、最終的に年間5位を獲得した例もある。
- 11〜20位の発表のあとの上昇曲、話題曲のコーナーはニッポン放送のみだった。
- 1979年11月から1980年3月まで放送された、フジテレビ『ビッグベストテン』でレコード売り上げ・はがきリクエストとともに3要素になっていた。
- 放送当時、不二家がイギリスのロントリー・マッキントッシュ社と提携してキットカットを生産・販売していたため、当番組内でもキットカットのCMが流れていた。ちなみに放送終了後マッキントッシュ社はネスレに吸収されたため、日本での事業は不二家とネスレとで設立された合弁会社ネスレマッキントッシュに移管され、社名変更後ネスレ日本に吸収合併されている。
- ロイ・ジェームス時代の番組のエンディングには「東京の中心、ニッポン放送・西銀座サテライトスタジオから、45分間にわたってお送りして参りました、『不二家歌謡ベストテン』、そろそろお別れの時間です」というフレーズが必ず入っていた（この後は、「あなたのリクエストが大きなウェイトを占める『不二家歌謡ベストテン』…」で始まる女性アナによるリクエストの応募要領の説明→改めてロイのあいさつ、といった流れになっていた）。